# Список аэропортов Венгрии
Список аэропортов Венгрии:
Всего в стране расположено 5 международных аэропортов, 4 гражданских внутринациональных, 4 военных и 31 прочий (спортивные и др.)
| Местонахождение         | Медье                | ИКАО | ИАТА | Название аэропорта                                    |
| ----------------------- | -------------------- | ---- | ---- | ----------------------------------------------------- |
| Международные аэропорты |                      |      |      |                                                       |
| Будапешт                | Будапешт             | LHBP | BUD  | Международный аэропорт имени Ференца Листа (Ферихедь) |
| Дебрецен                | Хайду-Бихар          | LHDC | DEB  | Международный аэропорт Дебрецена                      |
| Шармеллек               | Зала                 | LHSM | SOB  | Аэропорт Шармеллек (Балатон)                          |
| Дьёр                    | Дьёр-Мошон-Шопрон    | LHPR | QGY  | аэропорт Дьёр-Пер                                     |
| Печ                     | Баранья              | LHPP | QPJ  | аэропорт Печ-Погань                                   |
| Национальные аэропорты  |                      |      |      |                                                       |
| Фертёсентмиклош         | Дьёр-Мошон-Шопрон    | LHFM |      | аэропорт Фертёсентмиклоша                             |
| Ньиредьхаза             | Сабольч-Сатмар-Берег | LHNY |      | аэропорт Ньиредьхазы                                  |
| Шиофок                  | Шомодь               | LHSK |      | аэропорт Шиофока                                      |
| Сегед                   | Чонград-Чанад        | LHUD |      | аэропорт Сегеда                                       |
| Военные аэродромы       |                      |      |      |                                                       |
| Кечкемет                | Бач-Кишкун           | LHKE |      | авиабаза Кечкемет                                     |
| Папа                    | Веспрем              | LHPA |      | авиабаза Папа                                         |
| Сольнок                 | Яс-Надькун-Сольнок   | LHTA |      | авиабаза Сольнок                                      |
| Тасар                   | Шомодь               | LHSN |      | авиабаза Тасар                                        |